# Okręgowe rozgrywki w piłce nożnej woj. białostockiego (1964/1965)
31. Edycja okręgowych rozgrywek w piłce nożnej województwa białostockiego

Okręgowe rozgrywki w piłce nożnej województwa białostockiego prowadzone są przez Białostocki Okręgowy Związek Piłki Nożnej, rozgrywane są w czterech ligach, najwyższym poziomem jest klasa okręgowa, klasa A (2 grupy), klasa B (2 grupy) oraz klasa C (tylko dla zespołów LZS - brak danych dotyczących ilości grup).

Mistrzostwo Okręgu zdobyła drużyna Mazura Ełk. 

Okręgowy Puchar Polski zdobył Mazur Ełk.
Drużyny z województwa białostockiego występujące w centralnych i makroregionalnych poziomach rozgrywkowych:
- I Liga - brak
- II Liga - brak

| Rozgrywki | Poziomy rozgrywkowe w sezonie 1964/65 | Poziomy rozgrywkowe w sezonie 1964/65     | Poziomy rozgrywkowe w sezonie 1964/65     | Poziomy rozgrywkowe w sezonie 1964/65     | Poziomy rozgrywkowe w sezonie 1964/65     | Poziomy rozgrywkowe w sezonie 1964/65     | Poziomy rozgrywkowe w sezonie 1964/65     | Poziomy rozgrywkowe w sezonie 1964/65     | Poziomy rozgrywkowe w sezonie 1964/65     | Poziomy rozgrywkowe w sezonie 1964/65     | Poziomy rozgrywkowe w sezonie 1964/65     | Poziomy rozgrywkowe w sezonie 1964/65     | Poziomy rozgrywkowe w sezonie 1964/65     | Poziomy rozgrywkowe w sezonie 1964/65     | Poziomy rozgrywkowe w sezonie 1964/65     | Poziomy rozgrywkowe w sezonie 1964/65     | Poziomy rozgrywkowe w sezonie 1964/65     | Poziomy rozgrywkowe w sezonie 1964/65     | Poziomy rozgrywkowe w sezonie 1964/65     | Poziomy rozgrywkowe w sezonie 1964/65     | Poziomy rozgrywkowe w sezonie 1964/65     | Poziomy rozgrywkowe w sezonie 1964/65     | Poziomy rozgrywkowe w sezonie 1964/65     | Poziomy rozgrywkowe w sezonie 1964/65     | Poziomy rozgrywkowe w sezonie 1964/65     | Poziomy rozgrywkowe w sezonie 1964/65     | Poziomy rozgrywkowe w sezonie 1964/65     | Poziomy rozgrywkowe w sezonie 1964/65     | Poziomy rozgrywkowe w sezonie 1964/65     | Poziomy rozgrywkowe w sezonie 1964/65     | Poziomy rozgrywkowe w sezonie 1964/65     | Poziomy rozgrywkowe w sezonie 1964/65     | Poziomy rozgrywkowe w sezonie 1964/65     | Poziomy rozgrywkowe w sezonie 1964/65     | Poziomy rozgrywkowe w sezonie 1964/65     | Poziomy rozgrywkowe w sezonie 1964/65     | Poziomy rozgrywkowe w sezonie 1964/65     | Poziomy rozgrywkowe w sezonie 1964/65     | Poziomy rozgrywkowe w sezonie 1964/65     | Poziomy rozgrywkowe w sezonie 1964/65     | Poziomy rozgrywkowe w sezonie 1964/65     | Poziomy rozgrywkowe w sezonie 1964/65     | Poziomy rozgrywkowe w sezonie 1964/65     | Poziomy rozgrywkowe w sezonie 1964/65     | Poziomy rozgrywkowe w sezonie 1964/65     | Poziomy rozgrywkowe w sezonie 1964/65     | Poziomy rozgrywkowe w sezonie 1964/65     | Poziomy rozgrywkowe w sezonie 1964/65     | Poziomy rozgrywkowe w sezonie 1964/65     | Poziomy rozgrywkowe w sezonie 1964/65     | Poziomy rozgrywkowe w sezonie 1964/65     | Poziomy rozgrywkowe w sezonie 1964/65     | Poziomy rozgrywkowe w sezonie 1964/65     | Poziomy rozgrywkowe w sezonie 1964/65     | Poziomy rozgrywkowe w sezonie 1964/65     | Poziomy rozgrywkowe w sezonie 1964/65     | Poziomy rozgrywkowe w sezonie 1964/65     | Poziomy rozgrywkowe w sezonie 1964/65     | Poziomy rozgrywkowe w sezonie 1964/65     | Poziomy rozgrywkowe w sezonie 1964/65     | Poziomy rozgrywkowe w sezonie 1964/65     |
| --------- | ------------------------------------- | ----------------------------------------- | ----------------------------------------- | ----------------------------------------- | ----------------------------------------- | ----------------------------------------- | ----------------------------------------- | ----------------------------------------- | ----------------------------------------- | ----------------------------------------- | ----------------------------------------- | ----------------------------------------- | ----------------------------------------- | ----------------------------------------- | ----------------------------------------- | ----------------------------------------- | ----------------------------------------- | ----------------------------------------- | ----------------------------------------- | ----------------------------------------- | ----------------------------------------- | ----------------------------------------- | ----------------------------------------- | ----------------------------------------- | ----------------------------------------- | ----------------------------------------- | ----------------------------------------- | ----------------------------------------- | ----------------------------------------- | ----------------------------------------- | ----------------------------------------- | ----------------------------------------- | ----------------------------------------- | ----------------------------------------- | ----------------------------------------- | ----------------------------------------- | ----------------------------------------- | ----------------------------------------- | ----------------------------------------- | ----------------------------------------- | ----------------------------------------- | ----------------------------------------- | ----------------------------------------- | ----------------------------------------- | ----------------------------------------- | ----------------------------------------- | ----------------------------------------- | ----------------------------------------- | ----------------------------------------- | ----------------------------------------- | ----------------------------------------- | ----------------------------------------- | ----------------------------------------- | ----------------------------------------- | ----------------------------------------- | ----------------------------------------- | ----------------------------------------- | ----------------------------------------- | ----------------------------------------- | ----------------------------------------- | ----------------------------------------- |
| Centralne | I poziom ligowy                       | I Liga                                    | I Liga                                    | I Liga                                    | I Liga                                    | I Liga                                    | I Liga                                    | I Liga                                    | I Liga                                    | I Liga                                    | I Liga                                    | I Liga                                    | I Liga                                    | I Liga                                    | I Liga                                    | I Liga                                    | I Liga                                    | I Liga                                    | I Liga                                    | I Liga                                    | I Liga                                    | I Liga                                    | I Liga                                    | I Liga                                    | I Liga                                    | I Liga                                    | I Liga                                    | I Liga                                    | I Liga                                    | I Liga                                    | I Liga                                    | I Liga                                    | I Liga                                    | I Liga                                    | I Liga                                    | I Liga                                    | I Liga                                    | I Liga                                    | I Liga                                    | I Liga                                    | I Liga                                    | I Liga                                    | I Liga                                    | I Liga                                    | I Liga                                    | I Liga                                    | I Liga                                    | I Liga                                    | I Liga                                    | I Liga                                    | I Liga                                    | I Liga                                    | I Liga                                    | I Liga                                    | I Liga                                    | I Liga                                    | I Liga                                    | I Liga                                    | I Liga                                    | I Liga                                    | I Liga                                    |
| Centralne | II poziom ligowy                      | II Liga                                   | II Liga                                   | II Liga                                   | II Liga                                   | II Liga                                   | II Liga                                   | II Liga                                   | II Liga                                   | II Liga                                   | II Liga                                   | II Liga                                   | II Liga                                   | II Liga                                   | II Liga                                   | II Liga                                   | II Liga                                   | II Liga                                   | II Liga                                   | II Liga                                   | II Liga                                   | II Liga                                   | II Liga                                   | II Liga                                   | II Liga                                   | II Liga                                   | II Liga                                   | II Liga                                   | II Liga                                   | II Liga                                   | II Liga                                   | II Liga                                   | II Liga                                   | II Liga                                   | II Liga                                   | II Liga                                   | II Liga                                   | II Liga                                   | II Liga                                   | II Liga                                   | II Liga                                   | II Liga                                   | II Liga                                   | II Liga                                   | II Liga                                   | II Liga                                   | II Liga                                   | II Liga                                   | II Liga                                   | II Liga                                   | II Liga                                   | II Liga                                   | II Liga                                   | II Liga                                   | II Liga                                   | II Liga                                   | II Liga                                   | II Liga                                   | II Liga                                   | II Liga                                   | II Liga                                   |
| Okręgowe  | III poziom ligowy                     | Klasa Okręgowa                            | Klasa Okręgowa                            | Klasa Okręgowa                            | Klasa Okręgowa                            | Klasa Okręgowa                            | Klasa Okręgowa                            | Klasa Okręgowa                            | Klasa Okręgowa                            | Klasa Okręgowa                            | Klasa Okręgowa                            | Klasa Okręgowa                            | Klasa Okręgowa                            | Klasa Okręgowa                            | Klasa Okręgowa                            | Klasa Okręgowa                            | Klasa Okręgowa                            | Klasa Okręgowa                            | Klasa Okręgowa                            | Klasa Okręgowa                            | Klasa Okręgowa                            | Klasa Okręgowa                            | Klasa Okręgowa                            | Klasa Okręgowa                            | Klasa Okręgowa                            | Klasa Okręgowa                            | Klasa Okręgowa                            | Klasa Okręgowa                            | Klasa Okręgowa                            | Klasa Okręgowa                            | Klasa Okręgowa                            | Klasa Okręgowa                            | Klasa Okręgowa                            | Klasa Okręgowa                            | Klasa Okręgowa                            | Klasa Okręgowa                            | Klasa Okręgowa                            | Klasa Okręgowa                            | Klasa Okręgowa                            | Klasa Okręgowa                            | Klasa Okręgowa                            | Klasa Okręgowa                            | Klasa Okręgowa                            | Klasa Okręgowa                            | Klasa Okręgowa                            | Klasa Okręgowa                            | Klasa Okręgowa                            | Klasa Okręgowa                            | Klasa Okręgowa                            | Klasa Okręgowa                            | Klasa Okręgowa                            | Klasa Okręgowa                            | Klasa Okręgowa                            | Klasa Okręgowa                            | Klasa Okręgowa                            | Klasa Okręgowa                            | Klasa Okręgowa                            | Klasa Okręgowa                            | Klasa Okręgowa                            | Klasa Okręgowa                            | Klasa Okręgowa                            |
| Okręgowe  | IV poziom ligowy                      | Klasa A - gr.I                            | Klasa A - gr.I                            | Klasa A - gr.I                            | Klasa A - gr.I                            | Klasa A - gr.I                            | Klasa A - gr.I                            | Klasa A - gr.I                            | Klasa A - gr.I                            | Klasa A - gr.I                            | Klasa A - gr.I                            | Klasa A - gr.I                            | Klasa A - gr.I                            | Klasa A - gr.I                            | Klasa A - gr.I                            | Klasa A - gr.I                            | Klasa A - gr.I                            | Klasa A - gr.I                            | Klasa A - gr.I                            | Klasa A - gr.I                            | Klasa A - gr.I                            | Klasa A - gr.I                            | Klasa A - gr.I                            | Klasa A - gr.I                            | Klasa A - gr.I                            | Klasa A - gr.I                            | Klasa A - gr.I                            | Klasa A - gr.I                            | Klasa A - gr.I                            | Klasa A - gr.I                            | Klasa A - gr.I                            | Klasa A - gr.II                           | Klasa A - gr.II                           | Klasa A - gr.II                           | Klasa A - gr.II                           | Klasa A - gr.II                           | Klasa A - gr.II                           | Klasa A - gr.II                           | Klasa A - gr.II                           | Klasa A - gr.II                           | Klasa A - gr.II                           | Klasa A - gr.II                           | Klasa A - gr.II                           | Klasa A - gr.II                           | Klasa A - gr.II                           | Klasa A - gr.II                           | Klasa A - gr.II                           | Klasa A - gr.II                           | Klasa A - gr.II                           | Klasa A - gr.II                           | Klasa A - gr.II                           | Klasa A - gr.II                           | Klasa A - gr.II                           | Klasa A - gr.II                           | Klasa A - gr.II                           | Klasa A - gr.II                           | Klasa A - gr.II                           | Klasa A - gr.II                           | Klasa A - gr.II                           | Klasa A - gr.II                           | Klasa A - gr.II                           |
| Okręgowe  | V poziom ligowy                       | Klasa B - gr.I                            | Klasa B - gr.I                            | Klasa B - gr.I                            | Klasa B - gr.I                            | Klasa B - gr.I                            | Klasa B - gr.I                            | Klasa B - gr.I                            | Klasa B - gr.I                            | Klasa B - gr.I                            | Klasa B - gr.I                            | Klasa B - gr.I                            | Klasa B - gr.I                            | Klasa B - gr.I                            | Klasa B - gr.I                            | Klasa B - gr.I                            | Klasa B - gr.I                            | Klasa B - gr.I                            | Klasa B - gr.I                            | Klasa B - gr.I                            | Klasa B - gr.I                            | Klasa B - gr.I                            | Klasa B - gr.I                            | Klasa B - gr.I                            | Klasa B - gr.I                            | Klasa B - gr.I                            | Klasa B - gr.I                            | Klasa B - gr.I                            | Klasa B - gr.I                            | Klasa B - gr.I                            | Klasa B - gr.I                            | Klasa B - gr.II                           | Klasa B - gr.II                           | Klasa B - gr.II                           | Klasa B - gr.II                           | Klasa B - gr.II                           | Klasa B - gr.II                           | Klasa B - gr.II                           | Klasa B - gr.II                           | Klasa B - gr.II                           | Klasa B - gr.II                           | Klasa B - gr.II                           | Klasa B - gr.II                           | Klasa B - gr.II                           | Klasa B - gr.II                           | Klasa B - gr.II                           | Klasa B - gr.II                           | Klasa B - gr.II                           | Klasa B - gr.II                           | Klasa B - gr.II                           | Klasa B - gr.II                           | Klasa B - gr.II                           | Klasa B - gr.II                           | Klasa B - gr.II                           | Klasa B - gr.II                           | Klasa B - gr.II                           | Klasa B - gr.II                           | Klasa B - gr.II                           | Klasa B - gr.II                           | Klasa B - gr.II                           | Klasa B - gr.II                           |
| Okręgowe  | VI poziom ligowy                      | Klasa C - (brak danych co do ilości grup) | Klasa C - (brak danych co do ilości grup) | Klasa C - (brak danych co do ilości grup) | Klasa C - (brak danych co do ilości grup) | Klasa C - (brak danych co do ilości grup) | Klasa C - (brak danych co do ilości grup) | Klasa C - (brak danych co do ilości grup) | Klasa C - (brak danych co do ilości grup) | Klasa C - (brak danych co do ilości grup) | Klasa C - (brak danych co do ilości grup) | Klasa C - (brak danych co do ilości grup) | Klasa C - (brak danych co do ilości grup) | Klasa C - (brak danych co do ilości grup) | Klasa C - (brak danych co do ilości grup) | Klasa C - (brak danych co do ilości grup) | Klasa C - (brak danych co do ilości grup) | Klasa C - (brak danych co do ilości grup) | Klasa C - (brak danych co do ilości grup) | Klasa C - (brak danych co do ilości grup) | Klasa C - (brak danych co do ilości grup) | Klasa C - (brak danych co do ilości grup) | Klasa C - (brak danych co do ilości grup) | Klasa C - (brak danych co do ilości grup) | Klasa C - (brak danych co do ilości grup) | Klasa C - (brak danych co do ilości grup) | Klasa C - (brak danych co do ilości grup) | Klasa C - (brak danych co do ilości grup) | Klasa C - (brak danych co do ilości grup) | Klasa C - (brak danych co do ilości grup) | Klasa C - (brak danych co do ilości grup) | Klasa C - (brak danych co do ilości grup) | Klasa C - (brak danych co do ilości grup) | Klasa C - (brak danych co do ilości grup) | Klasa C - (brak danych co do ilości grup) | Klasa C - (brak danych co do ilości grup) | Klasa C - (brak danych co do ilości grup) | Klasa C - (brak danych co do ilości grup) | Klasa C - (brak danych co do ilości grup) | Klasa C - (brak danych co do ilości grup) | Klasa C - (brak danych co do ilości grup) | Klasa C - (brak danych co do ilości grup) | Klasa C - (brak danych co do ilości grup) | Klasa C - (brak danych co do ilości grup) | Klasa C - (brak danych co do ilości grup) | Klasa C - (brak danych co do ilości grup) | Klasa C - (brak danych co do ilości grup) | Klasa C - (brak danych co do ilości grup) | Klasa C - (brak danych co do ilości grup) | Klasa C - (brak danych co do ilości grup) | Klasa C - (brak danych co do ilości grup) | Klasa C - (brak danych co do ilości grup) | Klasa C - (brak danych co do ilości grup) | Klasa C - (brak danych co do ilości grup) | Klasa C - (brak danych co do ilości grup) | Klasa C - (brak danych co do ilości grup) | Klasa C - (brak danych co do ilości grup) | Klasa C - (brak danych co do ilości grup) | Klasa C - (brak danych co do ilości grup) | Klasa C - (brak danych co do ilości grup) | Klasa C - (brak danych co do ilości grup) |

## Klasa Okręgowa - III poziom rozgrywkowy
| Poz. | Drużyna              | M  | Z  | R | P  | Bramki | Punkty |
| ---- | -------------------- | -- | -- | - | -- | ------ | ------ |
| 1    | Mazur Ełk            | 18 | 14 | 1 | 3  | 52-15  | 29     |
| 2    | Włókniarz Białystok  | 18 | 10 | 5 | 3  | 50-23  | 25     |
| 3    | ZKS Zambrów          | 18 | 10 | 5 | 3  | 36-23  | 25     |
| 4    | Sokół Sokółka        | 18 | 9  | 1 | 8  | 37-32  | 19     |
| 5    | Warmia Grajewo (b)   | 18 | 7  | 4 | 7  | 29-43  | 18     |
| 6    | Puszcza Hajnówka (b) | 18 | 7  | 3 | 8  | 35-35  | 17     |
| 7    | Husar Nurzec         | 18 | 6  | 4 | 8  | 33-27  | 16     |
| 8    | Wigry Suwałki        | 18 | 6  | 3 | 9  | 41-35  | 15     |
| 9    | Gwardia Białystok    | 18 | 5  | 3 | 10 | 29-36  | 13     |
| 10   | Tur Bielsk Podlaski  | 18 | 1  | 1 | 16 | 21-94  | 3      |

- Za nieuregulowane składki odjęto Wigrom Suwałki 1 pkt.
- Za nieuregulowane składki odjęto Skrze Czarna Białostocka 1 pkt. i jedną bramkę.
- Przy równej ilości punktów dodatkowy mecz o 2 miejsce: Włókniarz : ZKS 3:2.

Eliminacje do II Ligi
| Poz. | Drużyna             | M  | Z | R | P | Bramki | Punkty |
| ---- | ------------------- | -- | - | - | - | ------ | ------ |
| 1    | Motor Lublin        | 10 |   |   |   | 24-7   | 14     |
| 2    | CKS Czeladź         | 10 |   |   |   | 18-10  | 14     |
| 3    | Włókniarz Pabianice | 10 |   |   |   | 17-9   | 12     |
| 4    | Skra Warszawa       | 10 |   |   |   | 11-8   | 10     |
| 5    | Gwardia Olsztyn     | 10 |   |   |   | 7-17   | 7      |
| 6    | Włókniarz Białystok | 10 |   |   |   | 5-31   | 3      |

| Poz. | Drużyna           | M  | Z | R | P | Bramki | Punkty |
| ---- | ----------------- | -- | - | - | - | ------ | ------ |
| 1    | Lech Poznań       | 10 |   |   |   | 26-11  | 16     |
| 2    | Star Starachowice | 10 |   |   |   | 16-5   | 16     |
| 3    | Czarni Żagań      | 10 |   |   |   | 18-11  | 11     |
| 4    | Mazur Ełk         | 10 |   |   |   | 11-13  | '11    |
| 5    | Lechia Szczecinek | 10 |   |   |   | 12-24  | 4      |
| 6    | Czarni Szczecin   | 10 |   |   |   | 10-29  | 2      |

## Klasa A - IV poziom rozgrywkowy
Grupa I
| Poz. | Drużyna                     | M  | Z | R | P | Bramki | Punkty |
| ---- | --------------------------- | -- | - | - | - | ------ | ------ |
| 1    | Pogoń Łapy                  | 16 |   |   |   | 52-16  | 28     |
| 2    | Skra Czarna Białostocka (s) | 16 |   |   |   | 64-12  | 27     |
| 3    | Jagiellonia Białystok       | 16 |   |   |   | 62-17  | 26     |
| 4    | Ognisko Białystok (s)       | 16 |   |   |   | 61-28  | 20     |
| 5    | LZS Uhowo                   | 16 |   |   |   | 29-31  | 13     |
| 6    | Gwardia II Białystok        | 16 |   |   |   | 22-46  | 12     |
| 7    | Cresovia Siemiatycze        | 16 |   |   |   | 21-59  | 8      |
| 8    | Husar II Nurzec (b)         | 16 |   |   |   | 20-61  | 6      |
| 9    | Gryf Choroszcz (b)          | 16 |   |   |   | 17-72  | 6      |
| 10   | Żubr Białowieża             | 16 |   |   |   |        | b.d.   |

- Żubr Białowieża wycofał się z rozgrywek po I rundzie.

Grupa II
| Poz. | Drużyna                    | M  | Z | R | P | Bramki | Punkty |
| ---- | -------------------------- | -- | - | - | - | ------ | ------ |
| 1    | ŁKS Start Łomża (s)        | 18 |   |   |   | 75-10  | 33     |
| 2    | Cresovia Gołdap            | 18 |   |   |   | 39-18  | 27     |
| 3    | Czarni Olecko              | 18 |   |   |   | 60-22  | 26     |
| 4    | Orzeł Kolno (s)            | 18 |   |   |   | 41-20  | 23     |
| 5    | Wissa Szczuczyn            | 18 |   |   |   | 47-29  | 23     |
| 6    | Mazur II Ełk               | 18 |   |   |   | 35-36  | 16     |
| 7    | Wigry II Suwałki           | 18 |   |   |   | 26-43  | 12     |
| 8    | LZS POM Smolniki           | 18 |   |   |   | 26-69  | 8      |
| 9    | Włókniarz II Białystok (b) | 18 |   |   |   | 16-51  | 7      |
| 10   | AKS Augustów (b)           | 18 |   |   |   | 8-77   | 1      |

- 20 maja 1965r. Włókniarz II Białystok i AKS Augustów wycofały się z rozgrywek oddając pozostałe mecze walkowerem.

## Klasa B - V poziom rozgrywkowy
Grupa I
| Poz. | Drużyna                    | M  | Z | R | P | Bramki | Punkty |
| ---- | -------------------------- | -- | - | - | - | ------ | ------ |
| 1    | Pogoń II Łapy              | 18 |   |   |   | 67-23  | 32     |
| 2    | Supraślanka Supraśl (s)    | 18 |   |   |   | 72-18  | 29     |
| 3    | Żubr Drohiczyn             | 18 |   |   |   | 56-41  | 23     |
| 4    | Skra II Czarna Białostocka | 18 |   |   |   | 46-12  | 20     |
| 5    | Łoś Wasilków               | 18 |   |   |   | 50-54  | 19     |
| 6    | LZS Ciechanowiec           | 18 |   |   |   | 50-56  | 18     |
| 7    | LZS Brańsk (b)             | 18 |   |   |   | 36-53  | 12     |
| 8    | LZS Orzeł Kleszczele (s)   | 18 |   |   |   | 30-50  | 11     |
| 9    | LZS Wysokie Mazowieckie    | 18 |   |   |   | 23-53  | 10     |
| 10   | LZS Szepietowo (s)         | 18 |   |   |   | 12-52  | 4      |

Grupa II
| Poz. | Drużyna              | M  | Z | R | P | Bramki | Punkty |
| ---- | -------------------- | -- | - | - | - | ------ | ------ |
| 1    | ZKS II Zambrów       | 14 |   |   |   | 62-19  | 21     |
| 2    | Promień Mońki (s)    | 14 |   |   |   | 42-30  | 19     |
| 3    | LZS Nowa Wieś        | 14 |   |   |   | 33-29  | 17     |
| 4    | LZS Wąsosz (b)       | 14 |   |   |   | 33-33  | 14     |
| 5    | Wissa II Szczuczyn   | 14 |   |   |   | 32-42  | 14     |
| 6    | Pomorzan Prostki (s) | 14 |   |   |   | 20-32  | 11     |
| 7    | Jasion Jasionówka    | 14 |   |   |   | 27-39  | 10     |
| 8    | LZS Suchowola        | 14 |   |   |   | 14-41  | 4      |

- Rezerwy Wissy wycofały się z rozgrywek po sezonie.

## Klasa C (LZS, zwaną także klasą W) - VI poziom rozgrywkowy
- Brak danych co do ilości grup.
- Klasa zamknięta, tylko dla zespołów LZS.

## Puchar Polski - rozgrywki okręgowe
- Mazur Ełk : Skra Czarna Białostocka 2:1